# Oxylymma lepida
Oxylymma lepida är en skalbaggsart som beskrevs av Francis Polkinghorne Pascoe 1859. Oxylymma lepida ingår i släktet Oxylymma och familjen långhorningar. Inga underarter finns listade i Catalogue of Life.